# Юрківці (Могилів-Подільський район)
Юркі́вці — село в Україні, у Яришівській сільській громаді Могилів-Подільського району Вінницької області, розташоване вздовж залізниці Могилів-Подільський — Жмеринка (залізнична станція Сулятицька).

## Географія
У селі річка Юрківка впадає у Серебрійку, ліву притоку Дністра.

## Ентнічний склад і населення
Населення — 1034 осіб станом на 2018 рік. (в 1980-ті роки населення становило понад 3 тис.осіб).
По етнічному складу населення переважають українці, інші групи представлені в одиничних суб'єктах або відсутні взагалі

### Мова
Розподіл населення за рідною мовою за даними перепису 2001 року:
| Мова       | Кількість | Відсоток |
| ---------- | --------- | -------- |
| українська | 1498      | 97.78%   |
| російська  | 29        | 1.88%    |
| румунська  | 3         | 0.20%    |
| білоруська | 1         | 0.07%    |
| польська   | 1         | 0.07%    |
| Усього     | 1532      | 100%     |

## Історія
Згадується з 1440 р.
Грушевский М.С. Барское староство. – К. : 1894 г. на стр.32  пише: "Юрковцы (на Серебріи) извѣстны со времени Владислава ІІІ: въ 1440г. Игнату Нешевичу выдана была грамота на haereditas Jurkowcze. Отец этого Игната – а может быть онъ же самъ шл. Неш (nob. Niesz) получил въ 1448г. пустыню Агдашовъ вмѣстѣ съ р. Серебріею и ея устьемъ; изъ люстраціи 1570 г. узнаемъ, что пустыня эта лежала надъ самымъ Днѣстромъ, но ближе ея мѣстоположенія не знаемъ."
Список з цієї грамоти Владислава III Варнського (1424-1444) знаходимо в "Архиве Юго-Западной России" частина 8 том 2 стор.608-609. В грамоті говориться про Jurkowcze, super fluvium Dziahluy (Юрківці, вверху річки Джаглуй). (Джаглуй (або Джаглуйка) - стара назва річки, що протікає через село. Пізніше на географічних картах цю річку називають Серебрією - так виявилось зручніше складачам карт, які самовільно назвали велику кількість малих річок по назві сіл, в яких розміщено гирло річок.) Далі в цій же книзі на стор.637 бачимо підтвердження існування такої грамоти на основі даних перепису шляхтичів в 1564 році: "Macziey Mythko, Jurkowcze — i Mikolai Dimidowicz ukazali list stari od Wtadystawa crola na lenno wsi Jurkowcze, w powiecze Camienieczkim liezaczey, niyakiemu Ichnathowy Nassewiczowi de Biemankowcze dany, dobry list stari, quatenus in usu, et si non clefecit proles masculina in linea paterna legittime descendens."
За адміністративним поділом 16 століття село належало до Летичівського повіту, 19 століття до Могилівського повіту, 20 століття до Могилівського (потім Могилів-Подільського) району.
Власником села був Юзеф Потоцький (львівський каштелян, щирецький староста).
Поміщицький будинок перебудовано зі старовинного замку поміщицею Юлією Сулятицькою. Неподалік від нього була католицька каплиця зі склепом Сулятицьких. У яру Грабовий були залишки великих льохів — за переказом, схованки на час нападів ворогів .
На кінець 19 ст. тут знаходиться помістя одного з великих землевласників Могилівського повіту К. Я. Сулятицького, якому належало близько 8.000 десятин
7 (20) листопада 1917 року, відповідно до Третього Універсалу Української Центральної Ради, увійшло до складу Української Народної Республіки.
На сьогодні поміщицький будинок знищено, на його місці в центрі села — пустир, залишилась лише брама (ворота) до того будинку (триповерхова масивна споруда), мури, ставок (обкладений камінням), млин біля ставка (колись водяний), льохи (використовувались радгоспом під свої потреби) та обмуровані глибокі (4-5м.) ями. Будови, що тягнулись вздовж поміщицького будинку (по формі нагадували стайні, чи амбари), в часи Радянської влади перетворено на ферми по відгодівлі худоби, а за часи набуття незалежності України (1990-ті роки) знищено, залищились руїни. Найбільш динамічно село розвивалось в 1950-ті роки за рахунок видобування вапняку на Сулятицькому кар'єроуправлінні. В цей час керував підприємством Пішенін О.М., який зробив великий внесок в розбудову селища.
12 червня 2020 року, відповідно до Розпорядження Кабінету Міністрів України від № 707-р «Про визначення адміністративних центрів та затвердження територій територіальних громад Вінницької області», увійшло до складу Яришівської сільської громади.
19 липня 2020 року, в результаті адміністративно-територіальної реформи та ліквідації Могилів-Подільського району (1923 — 2020), село увійшло до складу новоутвореного Могилів-Подільського району.

## Пам'ятні місця

### Церкви
Церква св. Михаїла 1774 р.
- Церква св. Михаїла збудована у 1774 р. посеред села — дерев'яна триверха.
- Згоріла у 1838 р.
- Нова церква збудована у 1838 р. на старому місці — кам'яна одноверха, разом з дзвіницею.
- Розібрана у 1865 р. через те, що виявилась не міцною.
- Перебудована у 1868 р. — дерев'яна п'ятиверха.
- Кам'яна дзвіниця прибудована у 1882 р.
- Шанована ікона Іверської божої матері виписана з Афону у 1891 р. на пам'ять про врятування царської сім'ї під час залізничної катастрофи 1888 р.

В часи Радянської влади церква працювала, хоча священник приїжджав на службу з іншого села, з 1990-х років церква має власного настоятеля, проведено ремонт та благоустрій території.

### Пам'ятки старовини
На території села є залишки палацу Сулятицьких.
Експедицією Ленінградського відділення Інституту історії матеріальної культури під керівництвом М. І. Артамонова (Південно-Подільська експедиція) у 1954 р. поблизу села знайдено залишки поселення черняхівської культури, яке взято на облік рішенням Вінницької Облради від 10.06.1971 р. No 313, охоронний No 534

## Ландшафт, рельєф
- рельєф складний, гористий, мало рівних ділянок;
- особливо виділяють в рельєфі підвищення, що по народному названо «Біла гора» через особливості структури і кольору складових (вапняк);
- неподалік від села розташований Грабарківський заказник.

### Водяні ресурси
- територія посічена на яри великою кількістю приток річки Серебрійка.
- озера — найбільші названі по народному «перший став» «другий став» «третій став»
- Вода з панського колодязя сертифікована як вода «Сулятицька» Минералізація 0,40 −0,70 (Гідро-карбонатні магнійово-кальційові, натрійово-кальційові води).

## Освіта та культура
Юрковецька середня загальноосвітня школа І-ІІІ ступенів

## Сільське господарство, агропромисловість
На 2008 рік сільське господарство наявне у формі приватних господарств і не проводиться на загальному рівні. Більшість великих полів знаходяться в необробленому стані і покинуті вже кілька років.
Лісове господарство розвинуте на доброму рівні, проводиться посадка нових лісонасаджень і агітаційна робота по темі збереження лісів та природи. В 2007—2008 році на території одного з озер (третій став) було споруджено місця для відпочинку які обладнано інформаційними стендами по темі природоохоронної діяльності.

## Промисловість, комунікації, народне господарство
В 1902 році в селі почав працювати Юрковецький спиртовий завод. Завод був державним підприємством, що входив до складу державного концерну спиртової та лікеро-горілчаної промисловості "Укрспирт", та спеціалізувався на випуску технічного спирту, хлібопекарських дріжджів та автомобільного склоочищувача "БліскСкло-Ю". У жовтні 2022 року єдиний майновий комплекс державного підприємства "Юрковецький спиртовий завод" було виставлено фондом Держмайна України на аукціон.
На сьогоднішній момент економіка селища перебуває в занепаді: на місці місцевого радгоспу — руїни, промислові підприємства — не працюють.
Мобільний зв'язок в селищі забезпечують оператори UMC і Київстар.

## Транспорт
На  території села розташована залізнична станція "Сулятицька" та проходить залізничний шлях "Жмеринка-Окніца" Південно-Західної залізниці. Двічі на добу курсує приміський поїзд. Також наявні швидкі поїзди, в тому числі на Київ, Москву і Молдову, але на них потрібно сідати в Могилеві або Вендичанах.
Також досить зручно проїхати на дизелі до великої вузлової станції Жмеринка, а там зробити пересадку в потрібному напрямку (розклад складено таким чином, щоб на поїзди до Львова, Тернополя, Хмельницького, Одеси, Києва, Білої Церкви, Дніпропетровська, Запоріжжя, Маріуполя, Харкова, Полтави та інших міст можна було пересісти, не очікуючи більше 1-2 годин у Жмеринці).
Станцію названо прізвищем місцевої поміщиці Сулятицької, яка в 1893–1895 рр. надала свої землі для будівництва залізничної колії в напрямку від станції Копай до станції Могилів-Подільський.
Серед пенсіонерів і студентів популярно добиратися в місто саме на дизелі, хоча кілька раз на день курсують маршрутки до Могилева-Подільського.
В східному напрямку від села на відстані 3.5 км пролягає автомобільна дорога міжнародного значення  Житомир-Вінниця-Могилів-Подільський (М-21).

## Соціальна сфера
До закладів соціальної сфери належить школа і лікарня.
Школа розрахована на 10-літнє навчання і розташована у двох (раніше у трьох) приміщеннях, відібраних у куркулів в часи розкуркулювання.

## Люди
В селі народилися:
- Кліщук Владислав Ігорович (1995—2022) — лейтенант поліції роти особливого призначення ГУНП у Чернівецькій області. Учасник АТО, ООС та російсько-української війни.
- Людвик Валентин Григорович (1932—2007) — український живописець.

## Галерея

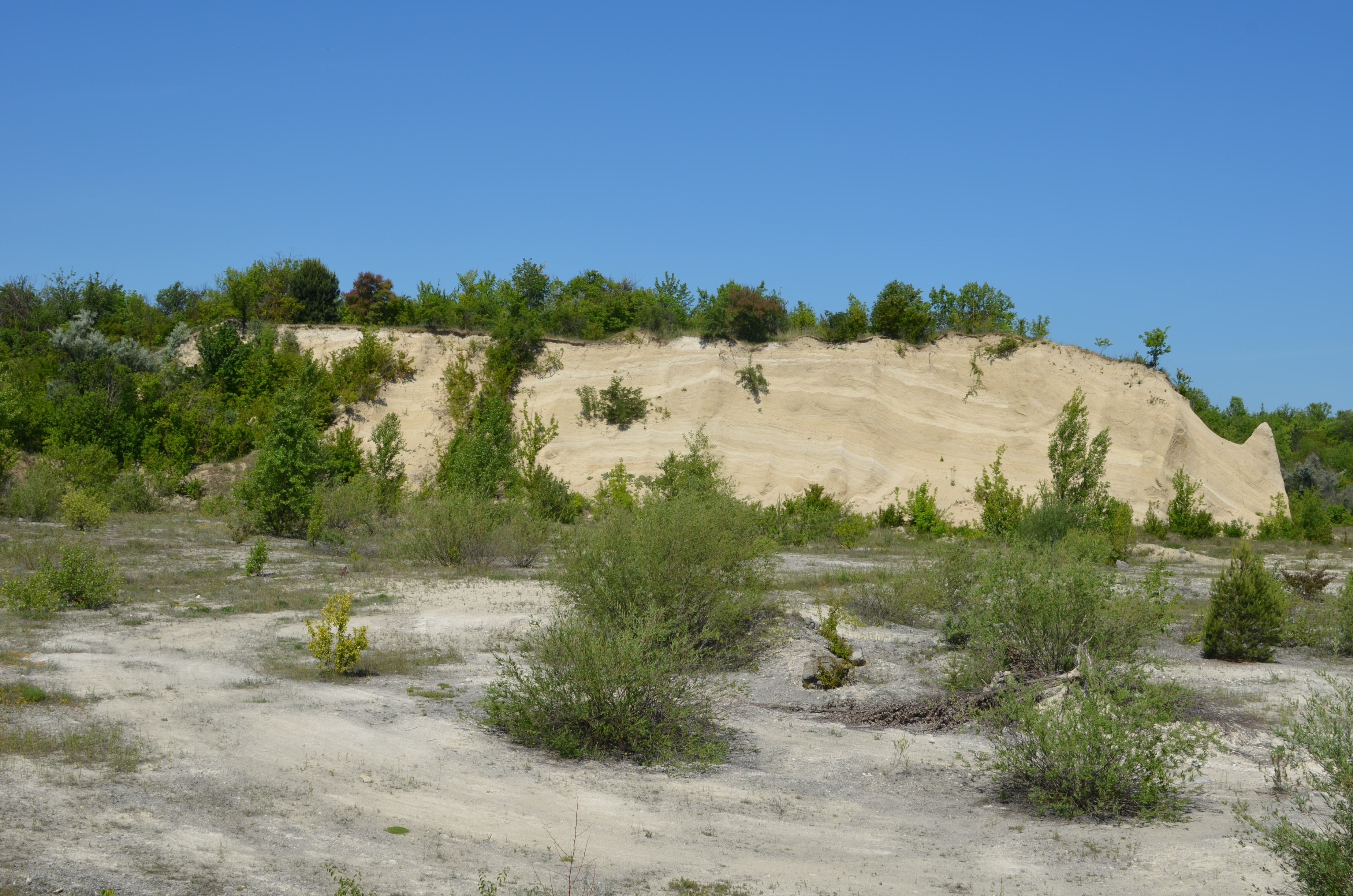
Пісковики по дорозі до села від автотраси
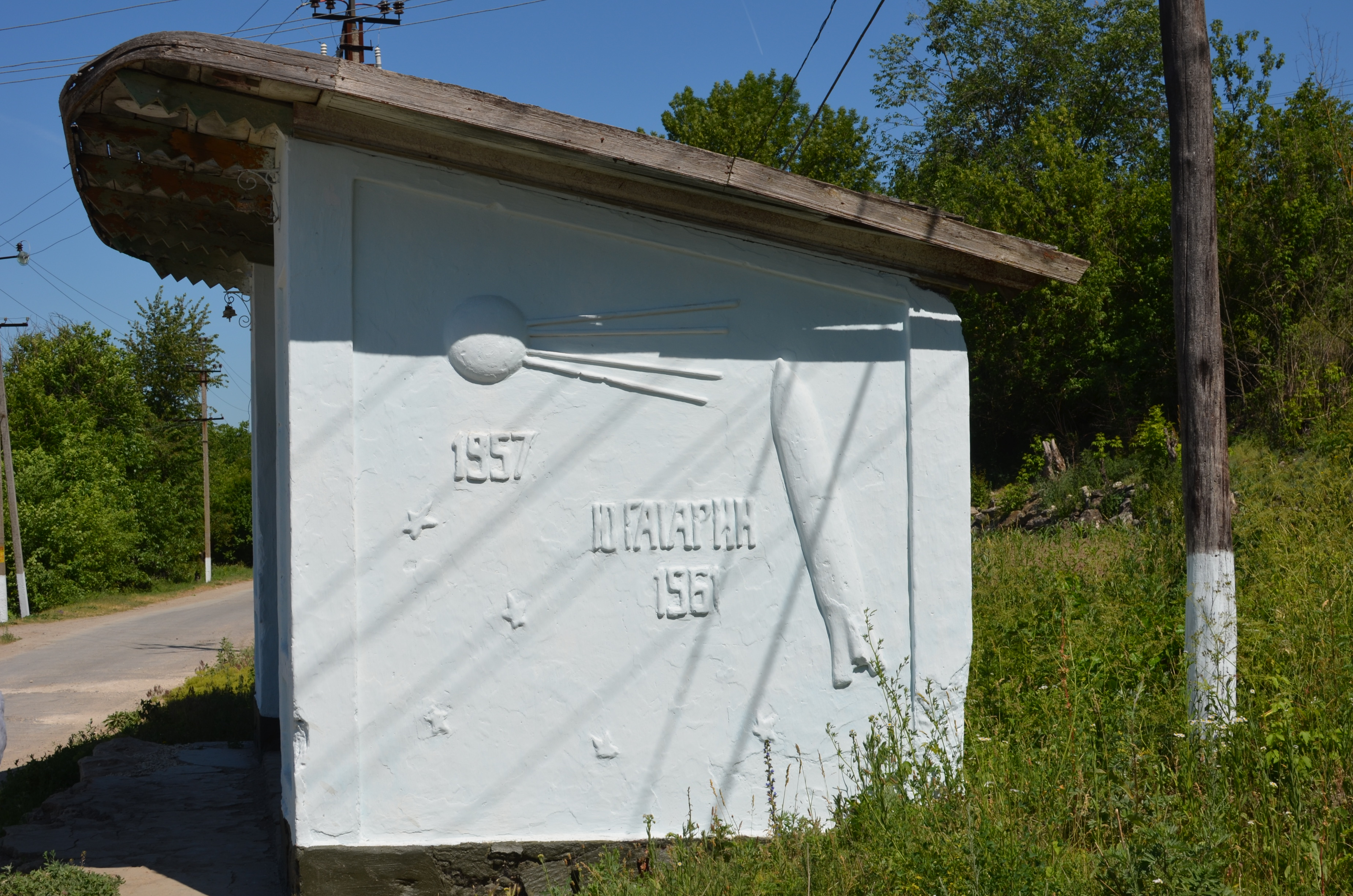
Автобусна зупинка біля залізничної станції
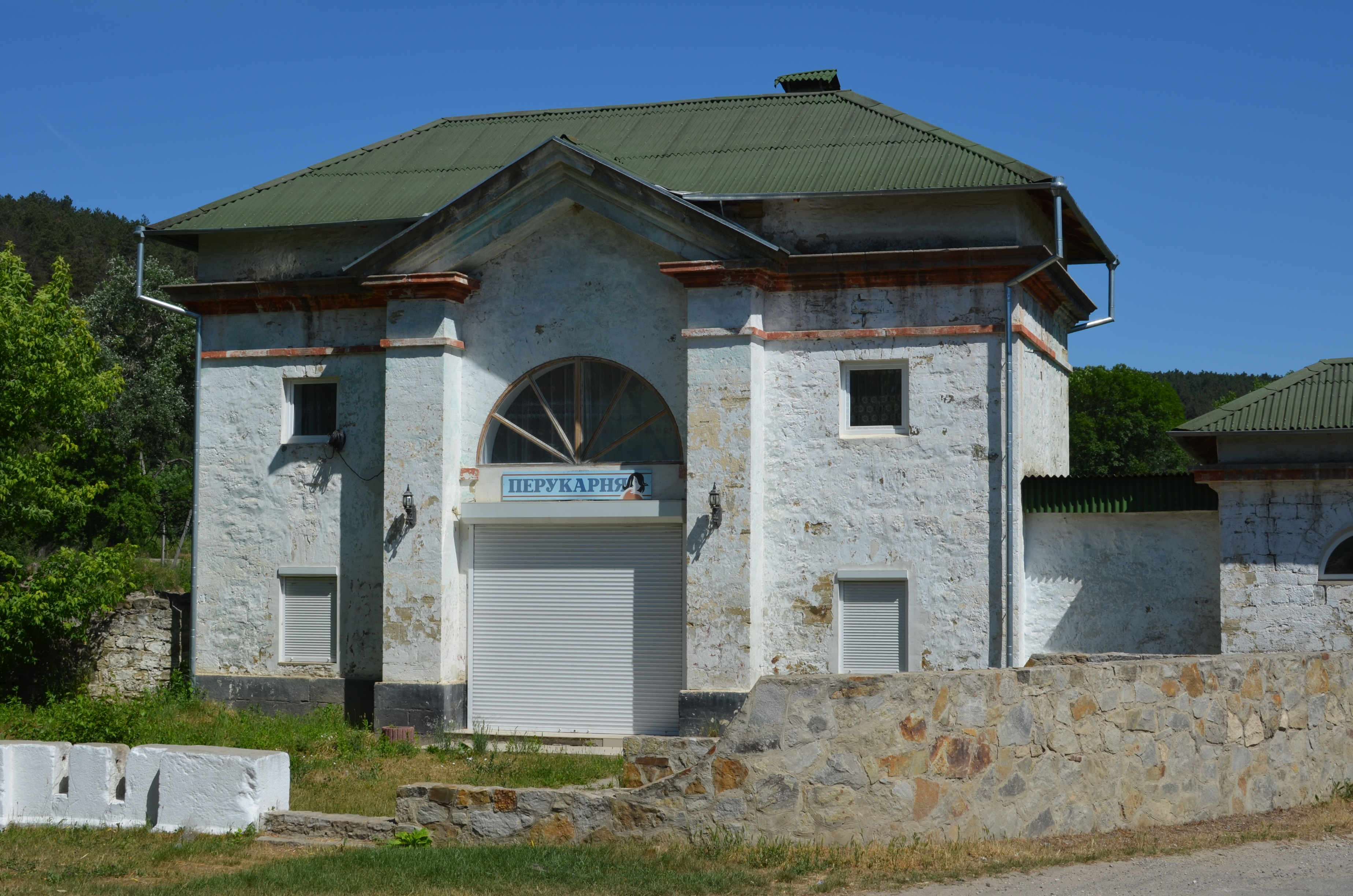
Панська будівля
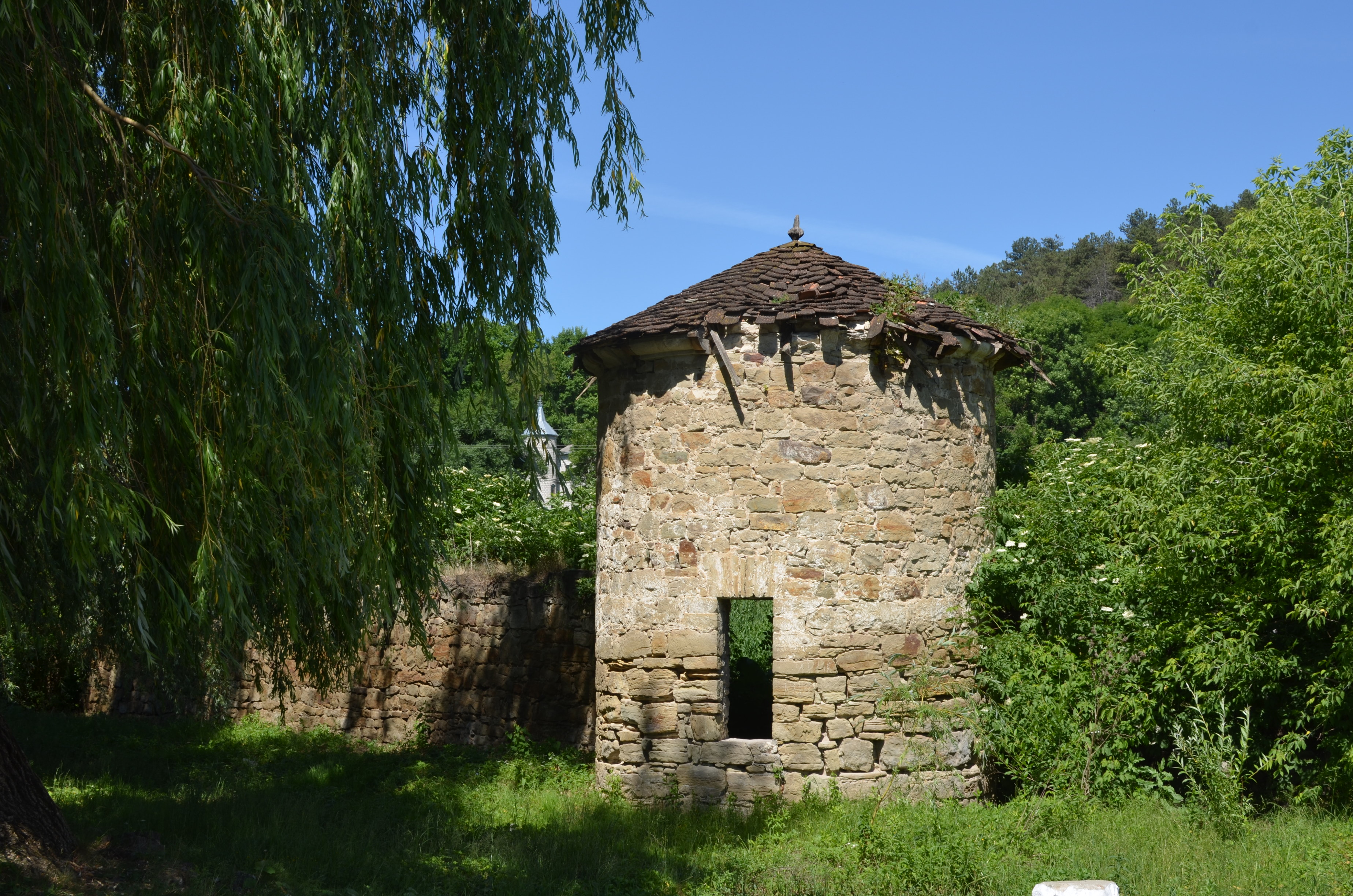
Фортифікаційні елементи
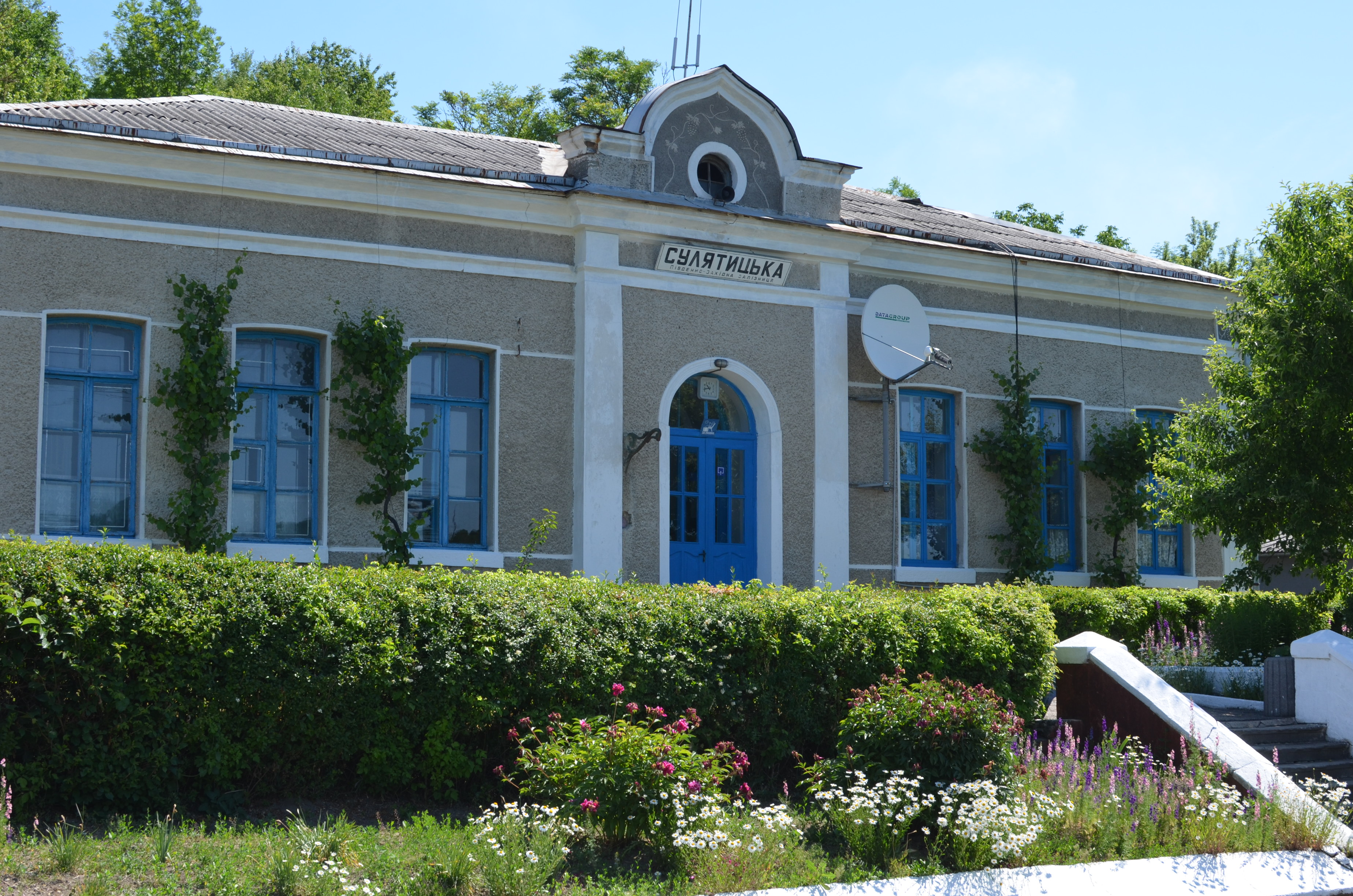
Станція Сулятицька
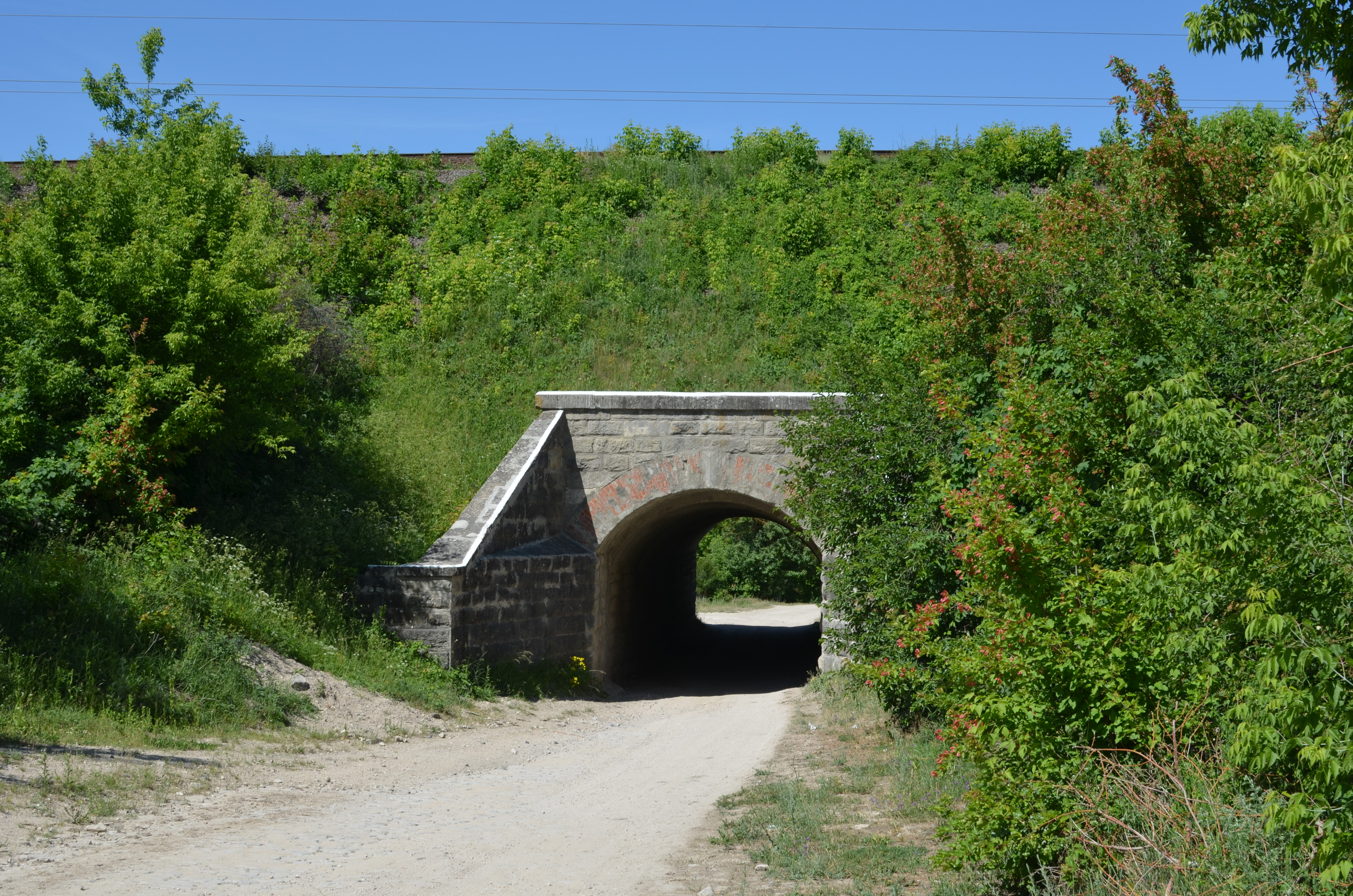
Тунель поблизу залізничної станції
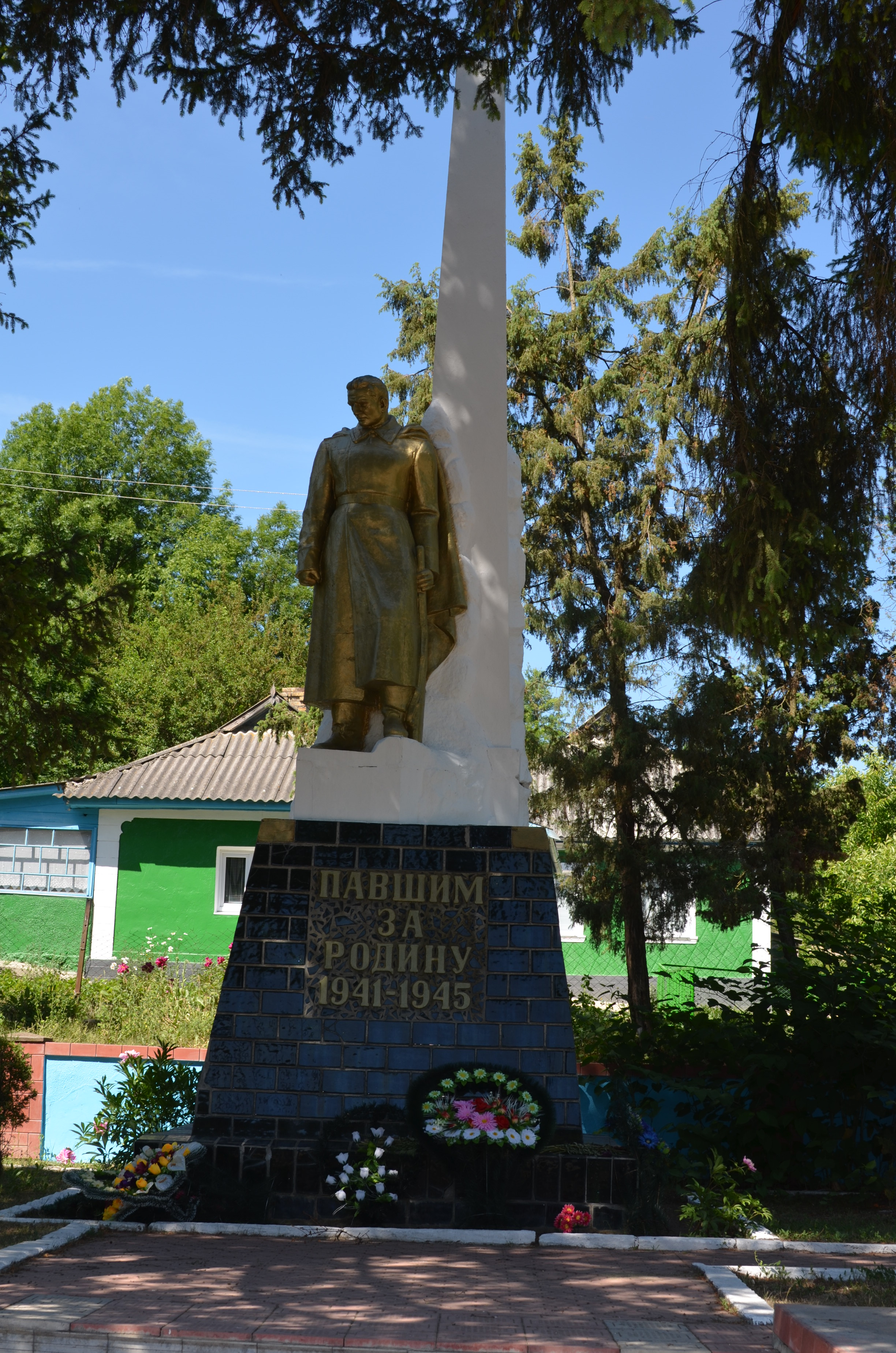
Пам'ятник воїнам-односельчанам
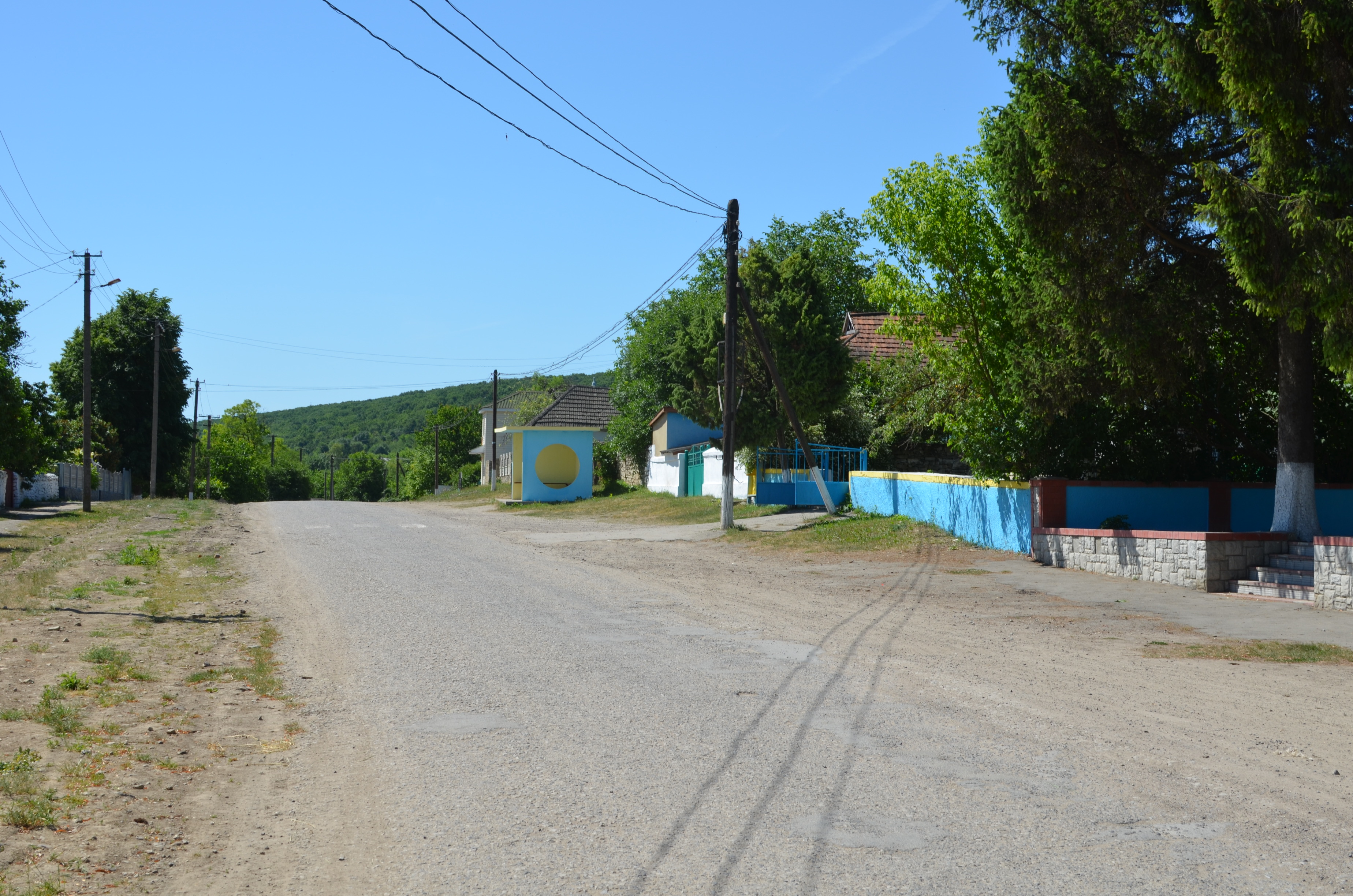
Головна вулиця села
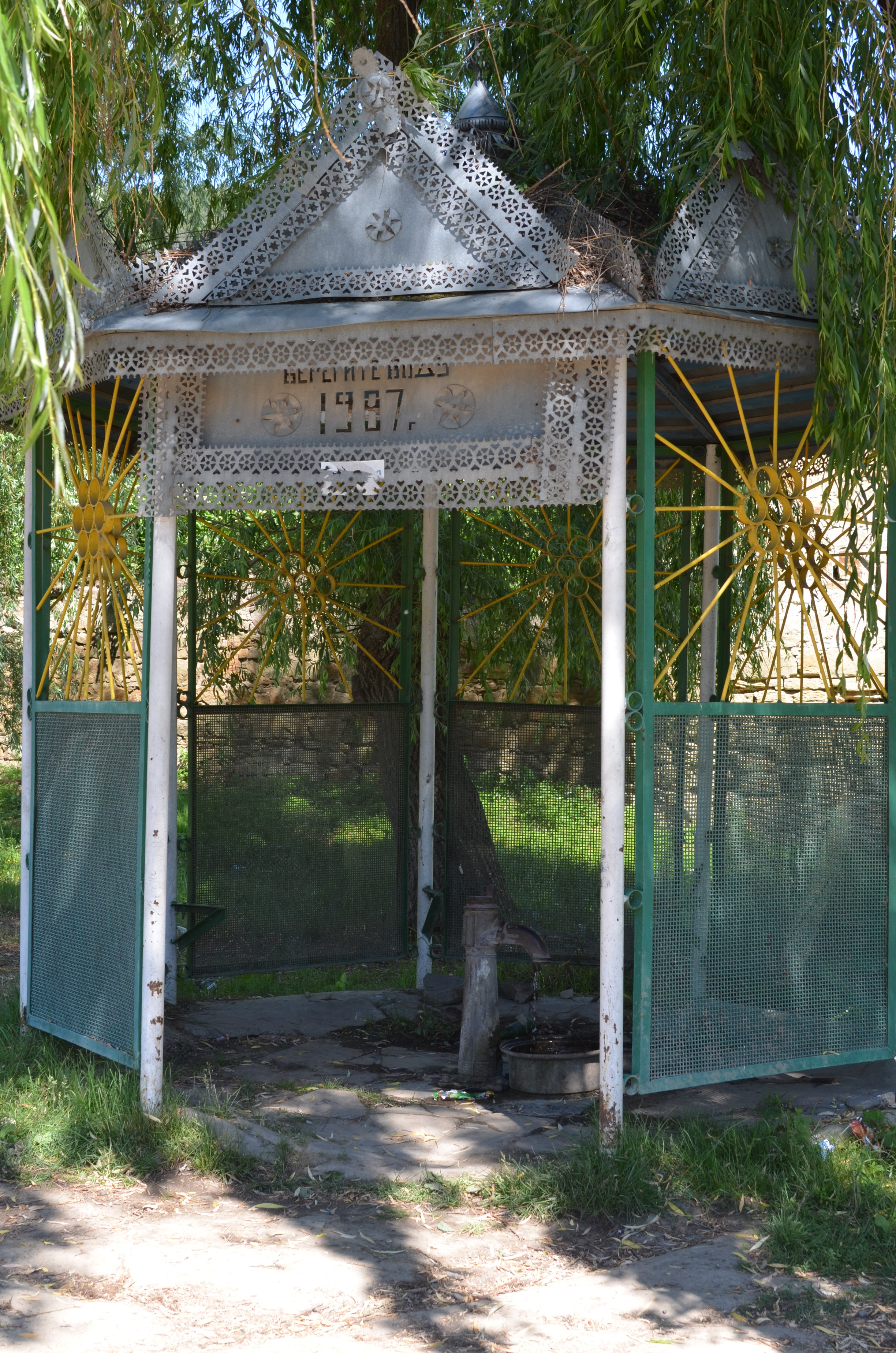
Бювет
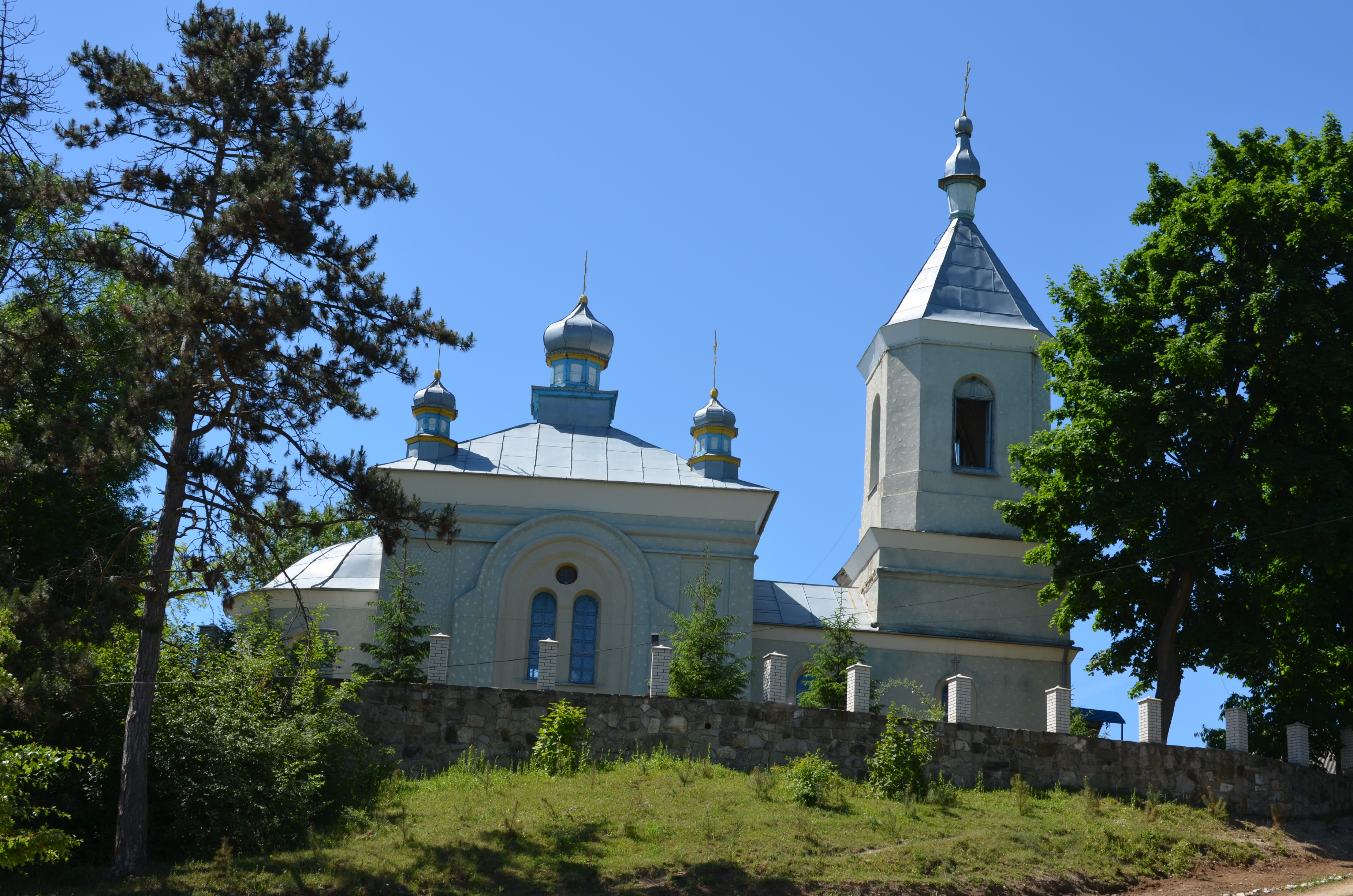
Церква Архистратига Михаїла
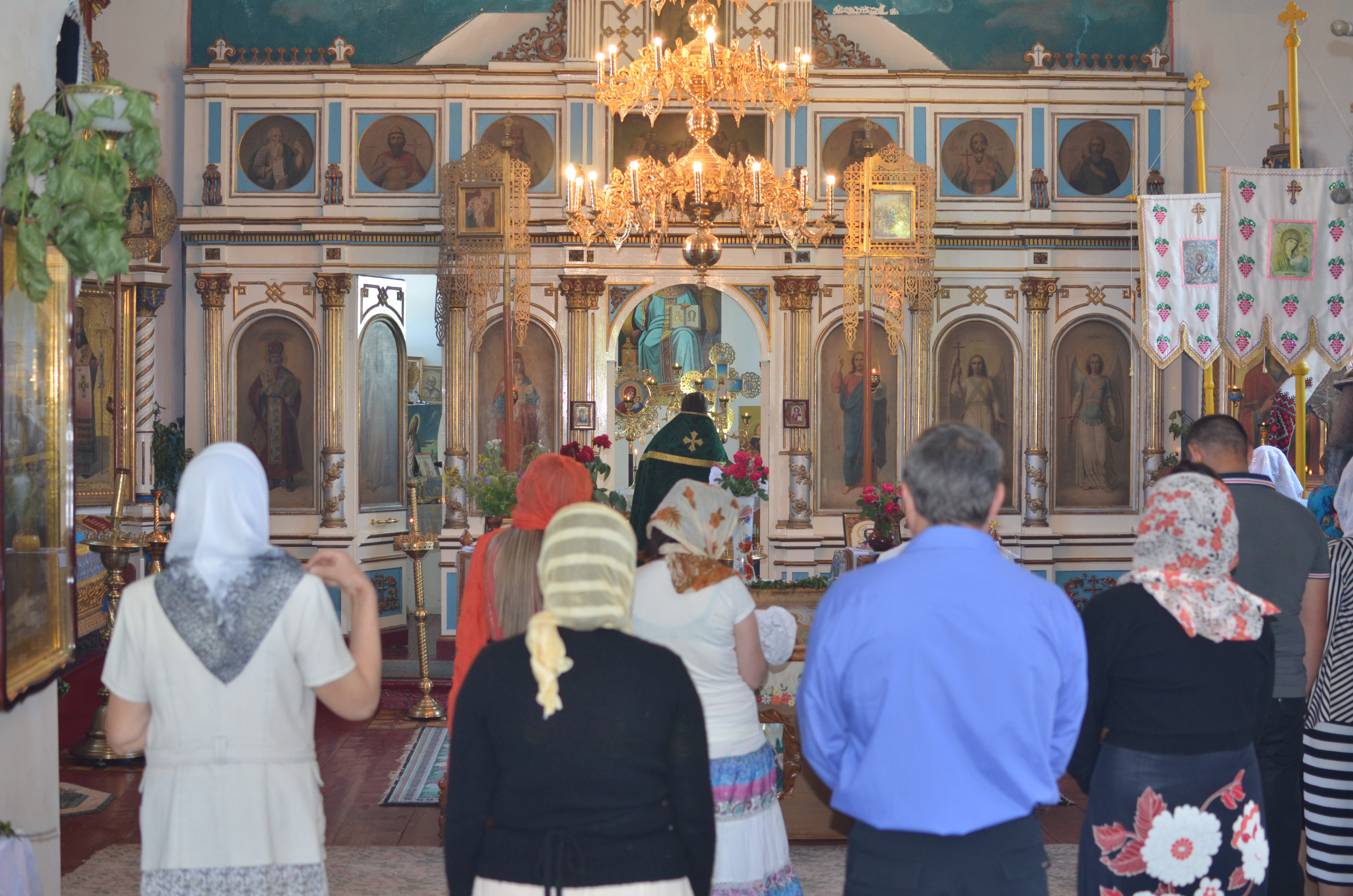
Недільна служба у церкві
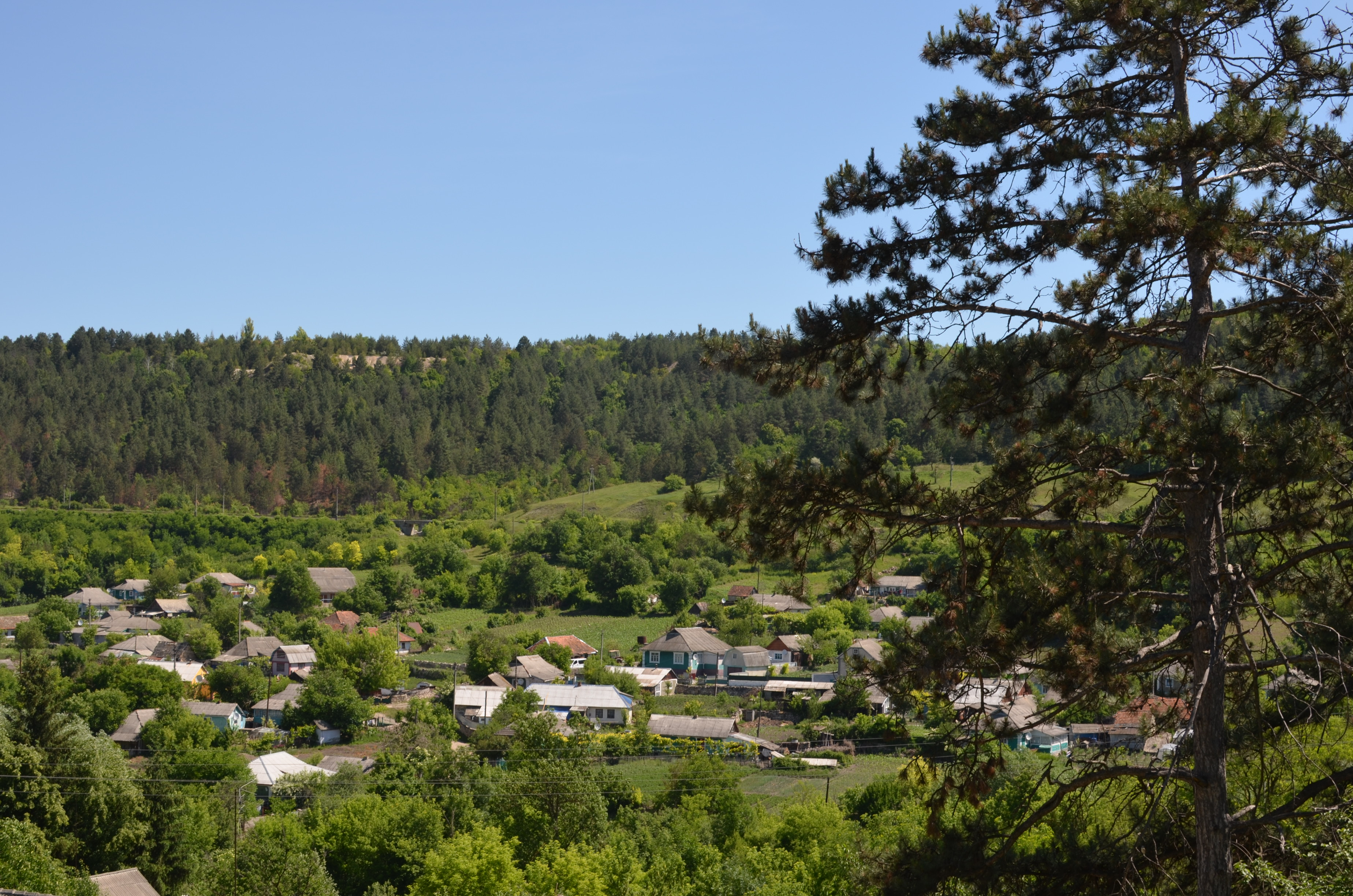
Панорама села
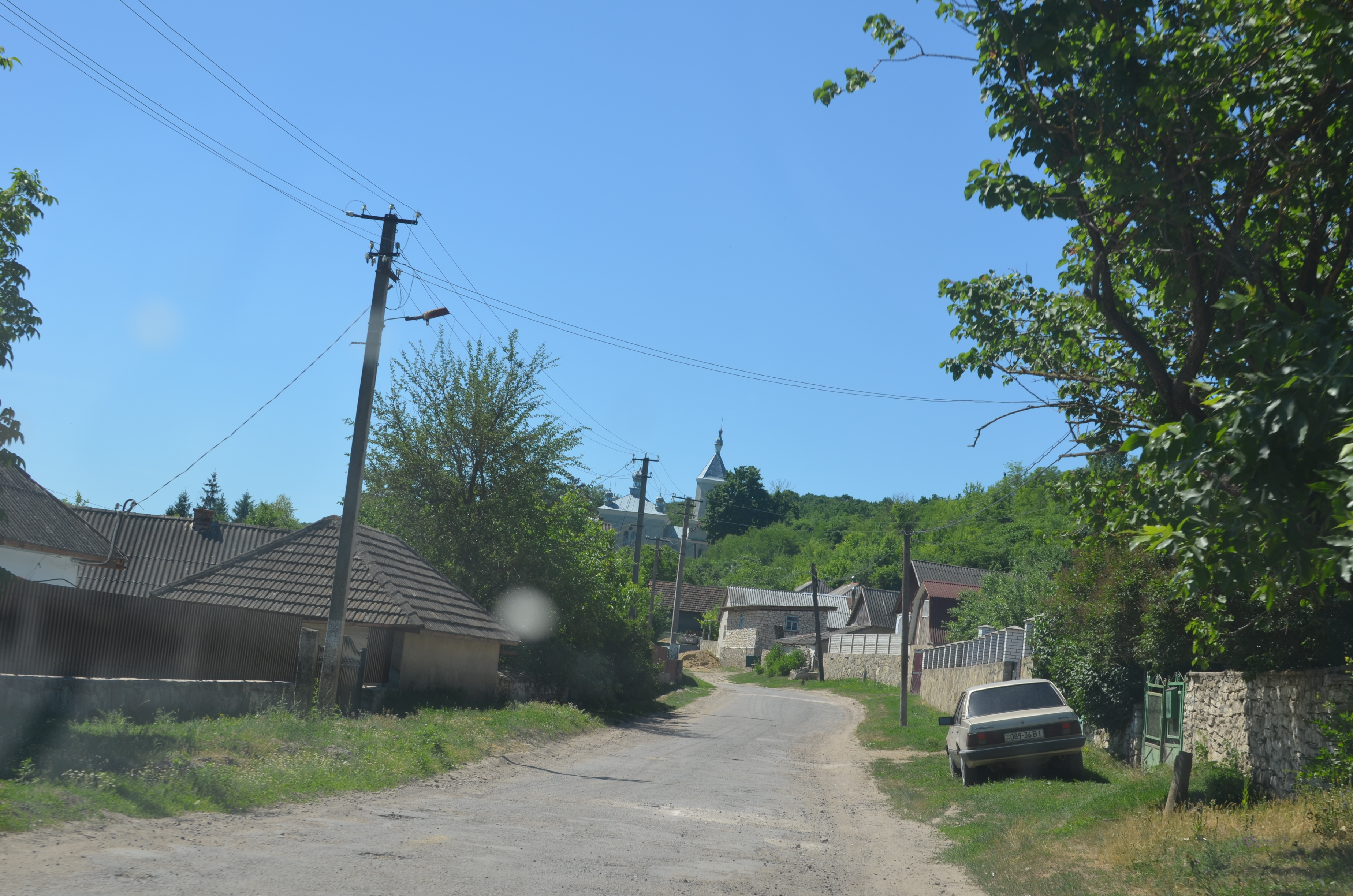
Церква Архистратига Михаїла